# Kościół św. Michała Archanioła w Łękawicy
Kościół św. Michała Archanioła – drewniany, późnogotycki kościół, który znajdował się we wsi Łękawica w powiecie żywieckim. Jeden z najcenniejszych zabytkowych kościołów drewnianych w polskich Karpatach, zaliczany do typu śląsko-małopolskiego. Spłonął 26 października 1992 r.

## Historia
Zbudowany na początku XVI w. (być może w 1522 r.), konsekrowany w 1547 r. Około 1641 r. powiększony o wieżę, zbudowaną przez cieślę Jerzego Wiśnickiego. Odnawiany w 1727 r., 1824 r., 1901 r. oraz w 1965 r. (wnętrze).

## Architektura
Budynek kościoła o konstrukcji zrębowej, na podmurowaniu. Orientowany, jednonawowy – Nawa długości 8,95 m i szerokości 7,70 m. Prezbiterium węższe, lecz równe wysokością nawie, zamknięte ośmiobocznie, długości wraz z apsydą 6,90 m i szerokości 5,85 m. Od północy przy prezbiterium zakrystia. Od zachodu przy nawie wieża konstrukcji słupowo-ramowej o pochylonych ścianach z nadwieszoną izbicą. Nad nawą i prezbiterium wspólny stromy dach siodłowy, na kalenicy pomiędzy nimi sześcioboczna wieżyczka na sygnaturkę z latarnią zwieńczoną cebulastym hełmem. Wieża nakryta hełmem ostrosłupowym, u dołu spłaszczonym. Całość otoczona wydatnymi sobotami, pierwotnie otwartymi, przy północnej ścianie nawy i wokół wieży przerobionymi (podwyższone i szalowane). Południowe ściany nawy i prezbiterium szalowane deskami, reszta pobita gontem. Dachy, hełm wieży i wieżyczka sygnaturki kryte blachą.
Prezbiterium i nawa nakryte stropami, w nawie z zaskrzynieniami. Otwór tęczowy zamknięty łukiem ostrym, belka tęczy bogato profilowana, na niej drewniany krucyfiks. Chór muzyczny wsparty na dwóch profilowanych belkach i podparty dwoma słupami. Wejście do nawy z nadprożem o wykroju w ośli grzbiet, wejście z prezbiterium do zakrystii z nadprożem wyciętym w łuk spłaszczony.
Wnętrze nawy zdobiła cenna późnorenesansowa polichromia z 1630 r., wykonywana temperą wprost na drewnie, autorstwa żywieckiego malarza Floriana Sobinowicza. Ornamentalna na stropie i zaskrzynieniach, figuralna na ścianach i parapecie chóru muzycznego. Ołtarz główny i trzy ołtarze boczne drewniane, barokowe. Wyposażenie uzupełniały cenne obrazy, będące fragmentami późnogotyckich tryptyków z początków XVI w., pochodzących z warsztatu krakowskiego.
Położony był na pochyłości nad wsią, dostępny za pomocą kamiennych schodów. Otoczony wieńcem drzew i ogrodzeniem z belek wiązanych na zrąb, nakrytych siodłowym daszkiem gontowym.